# Paul Prieur
Paul Prieur (Ginevra, 1620 circa – Londra, 1682 circa) è stato un pittore svizzero.

## Biografia
Scarse sono le informazioni sulla vita di Paul Prieur. Era figlio di un orafo e dal padre eredità la passione per gli oggetti preziosi e decorativi. 

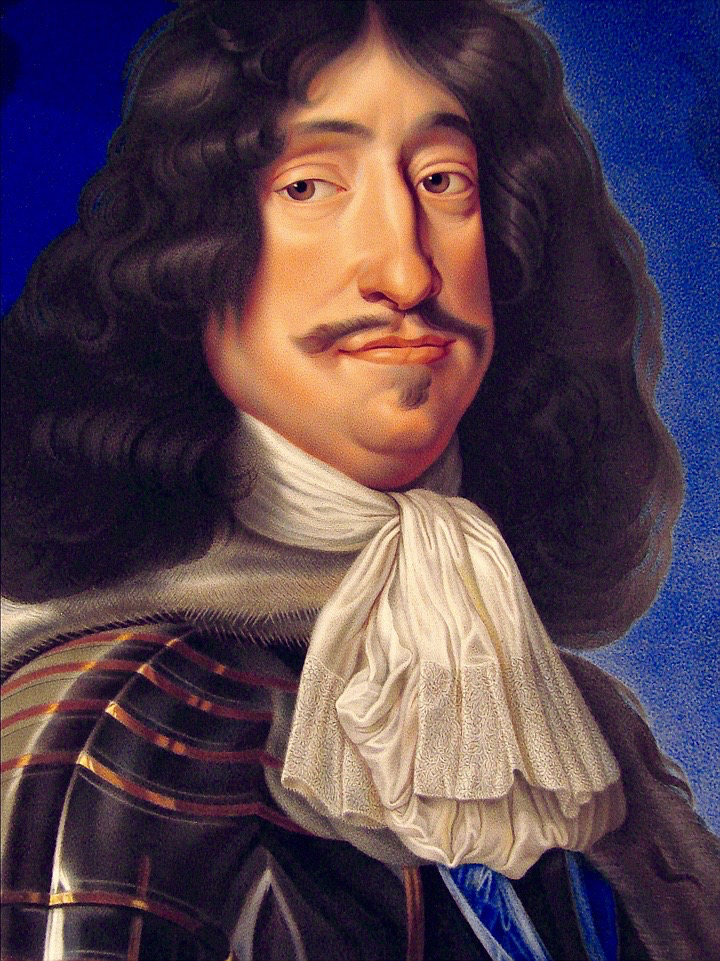
Paul Prieur, Frederico III di Danimarca, 1663 (Castello di Rosenborg, Copenaghen)

Si ritiene che fosse un artista stimato e che le sue miniature su rame fossero paragonate a quelle di Jean Petitot. Si trasferì a Parigi intorno al 1640, dove fu introdotto a Corte e dipinse il ritratto di Nicolas Fouquet che era sovrintendente alle Finanze durante la minore età del re Luigi XIV di Francia e avversario del potente Jean-Baptiste Colbert. Dipinse anche la miniatura di Barbara Palmer, duchessa di Cleveland e contessa di Castlemaine. Di fede ugonotta fu costretto nel 1663 a lasciare la Francia. 
Riparò in Danimarca. Realizzò i ritratti del re Federico III di Danimarca, una miniatura con i figli di questo re e un ritratto miniato del re Cristiano V di Danimarca. Dipinse anche la miniatura di Michele Korybut re di Polonia (1670), di Sigismondo III di Svezia e di Carlo II d'Inghilterra.
Sue opere si conservano anche alla Gemäldegalerie (Berlino) e al Walters Art Museum (Baltimora).